# Sammy Cahn

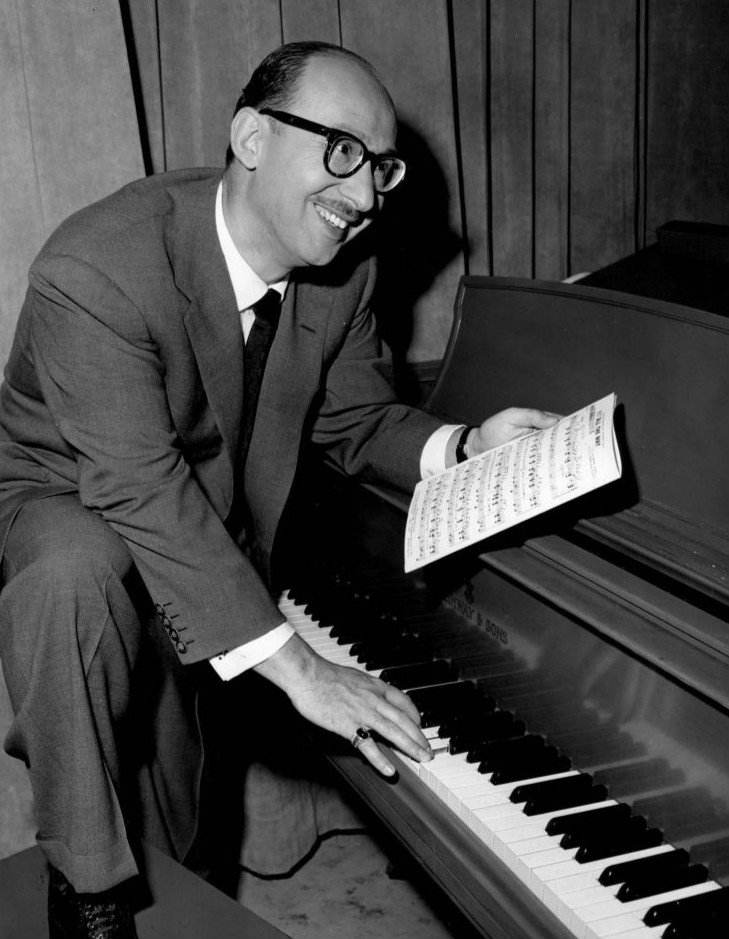
Sammy Cahn

Sammy Cahn (* 18. Juni 1913 in New York City; † 15. Januar 1993 in Los Angeles, Kalifornien; eigentlich Samuel Cohen) war ein US-amerikanischer Texter, Songwriter und Musiker. Er arbeitete mit Jimmy Van Heusen zusammen und schrieb mit ihm den Jazzstandard Here’s That Rainy Day.

## Leben und Wirken
Der Sohn jüdischer Einwanderer aus Polen wurde am 18. Juni 1913 unter dem Namen Samuel Cohen in der Lower East Side in New York City geboren.
Im Jahre 1935 schrieb er mit Jimmie Lunceford (Musik) und Don Raye (Text) den Klassiker Rhythm Im My Nurserry Rhyme, ebenfalls für Lunceford Rhythm Is Our Business. 1938 war er an dem Swingklassiker Bei mir bist du schoen (Original von 1932 von den Komponisten Sholom Secunda und Texter Jacob Jacobs) mit Saul Chaplin beteiligt. 1942 begann seine Zusammenarbeit mit Jule Styne, in der Stücke für eine Reihe von Broadway-Musicals wie Glad to Se Ya (1944) oder High Button Shoes (1947) entstanden. Für den Film Follow the Boys schrieben sie 1944 das oscarnominierte Lied I’ll Walk Alone. 1945 entstand gemeinsam der spätere Jazzstandard I Fall in Love So Easily, 1946 der Song The Things We Did Last Summer.
Cahn erlangte schließlich Berühmtheit durch seine Zusammenarbeit mit dem Songwriter Jimmy Van Heusen in den mittleren 1950er Jahren in Hollywood. Sie schrieben 1955 die Musik für die TV-Serie Our Town, in der Paul Newman und Frank Sinatra mitwirkten. Daraus stammte der Song Love and Marriage. In den folgenden Jahren waren sie Sinatras favorisiertes Songwriter-Team und schrieben auch Songs für sein Album Come Fly With Me (1957), wie das Titelstück und den Song It’s Nice to Go Travelin’. Auf dem Broadway war das Team Cahn / Van Heusen nicht ganz so erfolgreich: Das Stück Skycraper 1965, für Julie Harris geschrieben, floppte; ebenso das Paramount-Musical Papa’s Delicate Condition. Lediglich der Popsong Call Me Irresponsible war daraus ein Hit. Sein letzter bekannter Song war 1968 der Titel Star!.

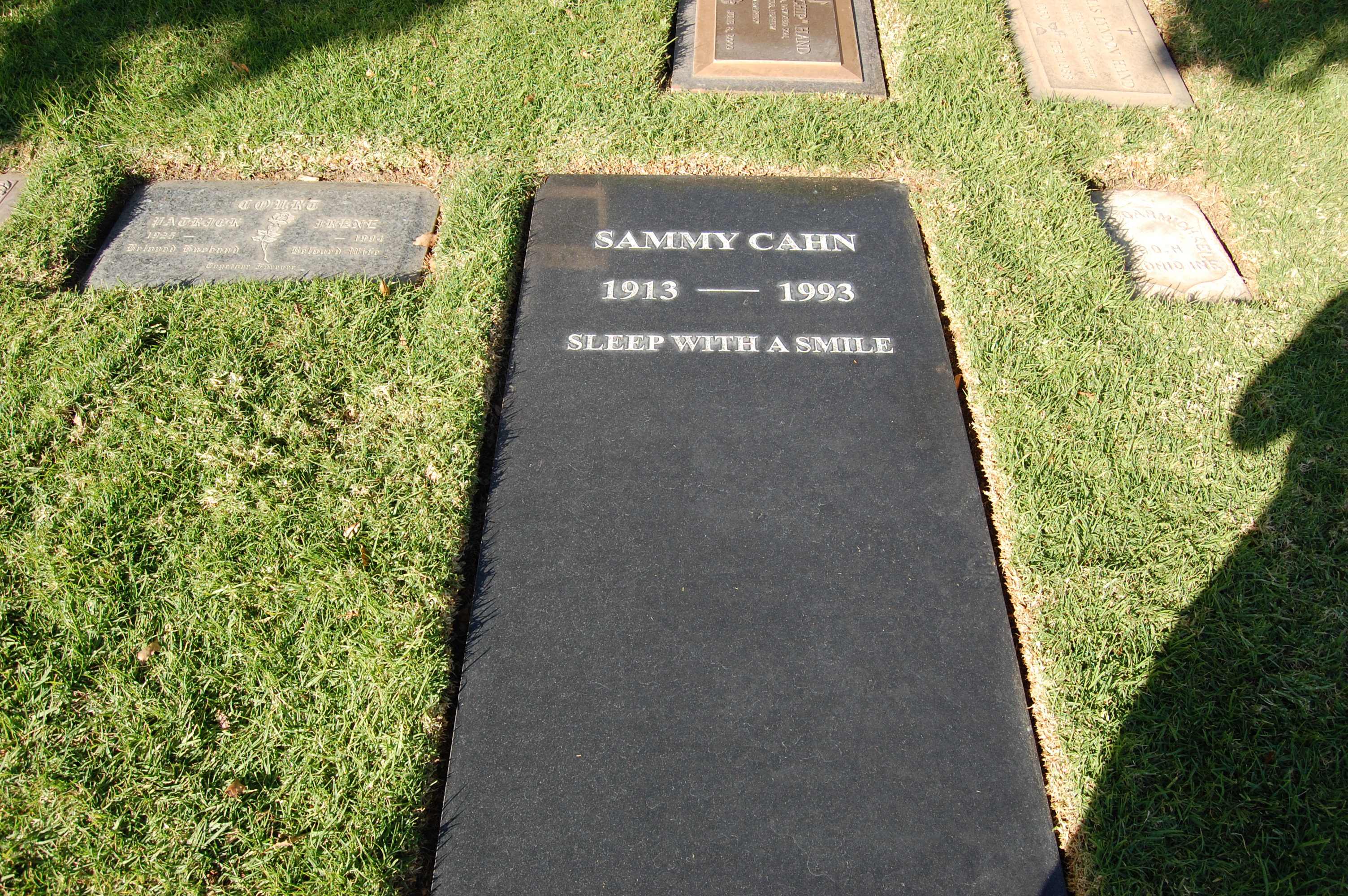
Grab Sammy Cahns auf dem Westwood Village Memorial Park Cemetery in Westwood (Los Angeles)

Cahn hat im Laufe seiner Karriere außer mit Van Heusen auch mit Jimmie Lunceford, Don Raye, Saul Chaplin, Jule Styne zusammengearbeitet.
Cahn war mindestens zweimal verheiratet, ab 1945 mit Gloria Delson und ab 1970 mit Virginia Basile; der Gitarrist Steve Khan ist sein Sohn. Im Laufe seiner Karriere wurde er für 23 Oscars, fünf Golden Globes und drei Emmy nominiert. Er wurde vier Mal mit dem Oscar ausgezeichnet und konnte einen Emmy gewinnen.
Sammy Cahn starb am 15. Januar 1993 im Alter von 79 Jahren in Los Angeles, Kalifornien und wurde auf dem Westwood Village Memorial Park Cemetery beigesetzt.

## Werk (Auswahl)

### Die Songs
Sammy Cahn schrieb u. a. die Texte für die mit dem Oscar ausgezeichnete Songs:
- 1954 – Three Coins in the Fountain (Musik: Jule Styne) gesungen von Frank Sinatra in dem Film Three Coins in the Fountain
- 1957 – All the Way (Musik: Jimmy Van Heusen) gesungen von Frank Sinatra in dem Film Schicksalsmelodie
- 1959 – High Hopes (Musik: Jimmy Van Heusen) gesungen von Frank Sinatra and Eddie Hodges in dem Film A Hole in the Head
- 1963 – Call Me Irresponsible (Musik: Jimmy Van Heusen) gesungen von Jackie Gleason in dem Film Papa’s Delicate Condition 
(unter anderem auch von Frank Sinatra und, auf dem gleichnamigen Album von Michael Bublé gesungen)

Andere bekannte Songs waren:
- Anywhere (mit Jule Styne)
- Bei Mir Bist du Schoen (mit Saul Chaplin)
- Be My Love (mit Nicholas Brodzsky)
- Come Blow Your Horn (mit Jimmy Van Heusen)
- Come Fly with Me (mit Jimmy Van Heusen)
- Day By Day (mit Paul Weston and Axel Stordahl)
- Five Minutes More (mit Jule Styne)
- Guess I’ll Hang My Tears Out to Dry (mit Jule Styne)
- I Fall in Love Too Easily (mit Jule Styne)
- I’ll Never Stop Loving You (mit Nicholas Brodzsky)
- I’ll Walk Alone (mit Jule Styne)
- I Should Care (mit Paul Weston and Axel Stordahl)
- I Still Get Jealous (mit Jule Styne)
- It’s Been a Long, Long Time (mit Jule Styne)
- It’s Magic (mit Jule Styne)
- It’s You or No One (mit Jule Styne)
- I’ve Heard That Song Before (mit Jule Styne für den Film Youth on Parade)
- Let It Snow! Let It Snow! Let It Snow! (mit Jule Styne)
- Love and Marriage (mit Jimmy Van Heusen)
- Papa, Won’t You Dance With Me (mit Jule Styne)
- Please Be Kind (mit Saul Chaplin)
- Rhythm Is Our Business (mit Saul Chaplin)
- Saturday Night Is the Loneliest Night of the Week (mit Jule Styne)
- Teach Me Tonight (mit Gene De Paul)
- The Second Star to the Right (mit Sammy Fain)
- The Things We Did Last Summer (mit Jule Styne)
- Thoroughly Modern Millie (mit Jimmy Van Heusen)
- Time After Time (mit Jule Styne)
- Until the Real Thing Comes Along (mit Saul Chaplin)
- Written on the Wind (mit Victor Young)

### Broadway-Musicals
- 1947 – High Button Shoes – Musik: Jule Styne
- 1965 – Skyscraper – Musik: Jimmy Van Heusen
- 1966 – Walking Happy – Musik: Jimmy Van Heusen
- 1970 – Look To The Lilies – Musik: Jule Styne

Cahn schrieb den Text für Love and Marriage, heute bekannt als Titelmelodie der Fernsehserie Eine schrecklich nette Familie. Das Lied begleitete ursprünglich die Fernsehproduktion Our Town und gewann 1956 einen Emmy Award.